# Kaweshkar
Kaweshkar är en kulle i Antarktis. Den ligger i Sydshetlandsöarna. Argentina, Chile och Storbritannien gör anspråk på området.
Terrängen runt Kaweshkar är huvudsakligen platt, men söderut är den kuperad. Havet är nära Kaweshkar norrut. Trakten är obefolkad. Det finns inga samhällen i närheten. 